# Hieracium lomnicense
Hieracium lomnicense es una especie de planta con flor del género Hieracium, de la familia Asteraceae, orden Asterales.

## Distribución
Hieracium lomnicense se distribuye por Rumania y Ucrania.

## Taxonomía
Fue descrita científicamente por Woloszczak.